# Daimler AG
Daimler AG je velika nemška korporacija s sedežem v Stuttgartu, Baden-Württemberg, Nemčija. Podružnice Daimlerja proizvajajo avtomobile, kombije, motocikle, tovornjake in avtobuse. Daimler je lastnik znanih blagovnih znamk kot so Mercedes-Benz, Mercedes-AMG, Smart, Freightliner, Western Star, Thomas Built Buses, Setra, BharatBenz, Mitsubishi Fuso, MV Agusta, poleg tega ima Daimler deleže v podjetjih Denza, KAMAZ, Beijing Automotive Group, Tesla Motors, Tata Motors in Renault-Nissan. Leta 2014 je Daimler prodal 2,5 milijona vozil, velja za 13. največjega proizvajalca avtomobilov in 2. največjega proizvajalca tovornjakov na svetu.